# رامون مينزيس
رامون مينزيس (بالبرتغالية: Ramon Menezes‏) (مواليد 30 يونيو 1972) هو لاعب كرة قدم. يلعب مع منتخب البرازيل لكرة القدم منذ عام 2001.

## وصلات خارجية
- رامون مينزيس على موقع الاتحاد الدولي (مؤرشف)  (الإنجليزية)
- رامون مينزيس على موقع الاتحاد الأوربي (الإنجليزية)
- رامون مينزيس على موقع رابطة كرة القدم اليابانية للمحترفين (اليابانية)
- رامون مينزيس على موقع قاعدة بيانات كرة القدم.إي يو (الإنجليزية)
- رامون مينزيس على موقع بيانات كرة القدم. دي إي (الألمانية)
- رامون مينزيس على موقع ناشيونال فوتبول تيمز (الإنجليزية)
- رامون مينزيس على موقع Soccerway.com (الإنجليزية)
- رامون مينزيس على موقع عالم كرة القدم.نت (الإنجليزية)
- National Football Teams